# پامیدرونات
پامیدرونات (به انگلیسی: Pamidronic acid)
رده درمانی:مهارکننده استئوپورز ،بیس فسفوناتها
اشکال دارویی: آمپول

## موارد مصرف
پیشگیری از استئوپورز، بیماری پاژه، درمان استئوپروز بعد از یائسگی، پیشگیری و درمان استئوپروز ناشی از مصرف کورتیکواستروئیدها، افزایش کلسیم خون (هیپرکلسمی) متوسط تا شدید ناشی از بدخیمی‌هایی مانند میلوم مولتیپل

## مکانیسم اثر
اثر بیس فسفونات‌ها به صورت مهار کردن فعالیت دسته‌ای از سلول‌ها به نام استئوکلاست است که در درون استخوان‌ها قرار دارشته و وظیفه آن‌ها جذب مواد معدنی استخوان است.

## عوارض جانبی
اعصاب مرکزی: خستگی، تب، درد عمومی، سردرد، تشنج، خواب آلودگی؛
قلبی-عروقی: فیبریلاسیون دهلیزی، افزایش فشار خون، سنکوپ، تاکی کاردی؛
دستگاه گوارش: درد شکم، بی اشتهایی، یبوست، خون ریزی گوارشی، تهوع، استفراغ؛
ادراری-تناسلی: نارسایی کلیه؛
خون: آنمی، لکوپنی، ترومبوسیتوپنی؛
متابولیک: هیپو کلسمی، هیپوکالمی، هیپومنیزمی، هیپوفسفاتی؛
پوست: واکنش در محل تزریق؛
عضلانی-اسکلتی: درد استخوان، استئونکروز فک.